# Намбу, Тюхэй
Тюхэй Намбу (яп. 南部 忠平 Тю:хэй Намбу, 27 мая 1904, Саппоро, Япония - 23 июля 1997) — японский легкоатлет, олимпийский чемпион.
Тюхэй Намбу родился в 1904 году в Саппоро; окончил Университет Васэда.
С 1920-х годов Тюхэй Намбу начал принимать участие в легкоатлетических соревнованиях. В 1928 году он принял участие в Олимпийских играх в Амстердаме, где стал 4-м в тройном прыжке и 9-м в прыжках в длину.
В 1931 году Тюхэй Намбу установил новый мировой рекорд в прыжках в длину, прыгнув на 7 м 98 см. В 1932 году он принял участие в Олимпийских играх в Лос-Анджелесе, и хотя в прыжках в длину он завоевал лишь бронзовую медаль, но зато стал чемпионом в тройном прыжке, прыгнув на 15 м 72 см и установив тем самым новый мировой рекорд. В результате Тюхэй Намбу стал первым в истории спортсменом, являющимся мировым рекордсменом одновременно как в прыжках в длину, так и в тройном прыжке (рекорды были побиты в 1935 году).
По завершении спортивной карьеры Тюхэй Намбу стал спортивным обозревателем газеты «Майнити симбун». В 1992 году Международный Олимпийский комитет наградил его Серебряным Олимпийским орденом.